# SUMMER CITY (アルバム)
『SUMMER CITY』（サマー・シティ）は、日本のロックバンドであるTUBEの9枚目のオリジナル・アルバム。
1989年6月21日にCBS・ソニーからリリースされた。前作『Remember Me』（1988年）より半年ぶりにリリースされた作品であり、全作詞を前田亘輝が手掛け作曲はメンバーそれぞれが担当、プロデュースは長戸大幸が担当しサウンド・プロデュースはTUBE名義となっている。
交通事故により活動休止していたベース担当の角野秀行が本作から復帰、過去作で多くの楽曲を手掛けていた作詞家の亜蘭知子や作曲家の織田哲郎は参加しておらず、すべての楽曲がメンバーによる自作曲になっている。本作はメンバー自身のことを題材とした歌詞の楽曲が多く収録されていることが特徴となっており、また本作以降に制作されたTUBEの楽曲はすべてメンバーによる自作曲となった。
本作はオリコンアルバムチャートにおいてLP盤が最高位第5位、総合では最高位第6位となった。本作からは先行シングルとして富士フイルム「ZOOMカルディア800」のコマーシャルソングとして使用された「SUMMER CITY」がシングルカットされた他、収録曲である「週末Only You」が和光証券のコマーシャルソングとして使用された。

## 背景
8枚目のアルバム『Remember Me』（1988年）をリリースしたTUBEは、同作を受けたコンサートツアー「TUBE LIVE AROUND KEEPING THE FACE」を1989年1月10日の宇都宮市文化会館公演を皮切りに、同年5月2日の新潟県民会館公演まで43都市全51公演を実施した。交通事故により活動を自粛していたベース担当の角野秀行は同ツアーには不参加となっており、すでに退院はしていたものの誹謗中傷に苛まれた結果リハビリテーションも行わず、活動再開する気がまったく起きない状態になっていた。ボーカル担当の前田亘輝は角野の下を訪れ近況を報告するものの、角野は沈黙を貫くばかりであった。その状態に耐え切れなくなった前田は角野に対し「一度、ライブ見に来いよ。オマエがやってきたこと、4人で作ったものとやってきたことがそこにあるんだから。何言ってもしようがないんだから見に来い。いや、見ろ!」と発言、それを受けて角野は3月1日の静岡市民文化会館公演を観覧に訪れた。角野はTUBEを脱退する意向であったが、メンバーの演奏を聴いた角野は体の震えと涙を止めることが出来ず、「何ていいバンドなんだろう」という思いと同時に「コイツらの言うことだけは信用してやっていける」と確信し必ずTUBEに戻ると固く誓ったという。ライブの数日後、ドラムス担当の松本玲二の下に角野から「ベースを弾き始めようと思うんだ」と連絡があり、角野からの連絡を心待ちにしていた松本はともに練習することを快諾することになった。その後角野はリハビリテーションを兼ねてピアノを習うことや、松本とともに二人三脚でベースの練習に明け暮れる日々を送ることになった。

## 録音、制作
前作『Remember Me』の制作過程でメンバーは急激な成長を遂げており、過去においてスタッフ任せにしていた部分もメンバー自らが積極的に行う姿勢となった結果、本作収録曲はメンバーのオリジナル楽曲にしたいという意向が強くなっていた。その理由は角野がメンバーとして復帰する目途が立っていたこともあり、新たな4人のスタートにはオリジナル楽曲しかないと決めていたためであったが、オリジナル楽曲にすることでクオリティが下がったと言われないためにも「絶対にこれまで以上の曲を作らなくては」とメンバーは気合いをいれて曲作りに挑んでいた。また、メンバーは角野を奮起させるために鼓舞するような言葉を掛け続けた他、「何か作品を作りなよ。オマエのやることはそれだけでいいんだから」と曲作りを勧めるようになった。
その後約1年振りにスタジオに集結した4人はレコーディング前の音合わせを行ったところ、最初は固さがあった角野も数曲演奏する内に感覚を取り戻し、3人は「やっぱり角野のベースだよなぁ」と納得する形になった。本作のレコーディングが開始された後もツアーは継続され、ツアー先のホテルにおいて毎晩ライブの構成について話し合っていた中で「心までSUNSHINE」という曲が制作されることになった。同曲は1989年6月3日および4日に予定されていた国立代々木競技場2日間連続公演のオープニングのために制作された楽曲であり、「自分達の気持ちを、この曲でファンの人達に伝えよう」というコンセプトで制作された「第2期TUBEの始まりを象徴する歌」であった。
ツアーの合間を縫って行われたレコーディングはハードなものであり、さらに本作ではオリジナル楽曲のためにそれまでよりも必要な作業が多くなっていたが、メンバーは充実感のある日々を送っていた。その最中、角野から制作曲を収録したテープが届けられ、それを聴いたギター担当の春畑道哉は「よし、俺たちが最高の曲に仕上げてやるよ!」と発言、作詞は前田が行い「Melody（君のために…）」というタイトルで本作の最終曲として収録されることになった。

## 音楽性と歌詞
書籍『地球音楽ライブラリー チューブ 改訂版』では、本作においてメンバー自身が全曲を制作していることから「80年代の最後の年、TUBEは新たな一歩を踏み出した、それが本作だ」と記している。前年からTUBEメンバーが4人によるオリジナル・アルバムの制作を希望していたことから、本作にはそれまでTUBEの作品に長らく関与していた作詞家の亜蘭知子や作曲家の織田哲郎は参加していない。オリジナル楽曲を望んでいたTUBEメンバーの意向を汲んで、7枚目のアルバム『Beach Time』（1988年）において織田の制作曲が多く収録されることになり、また織田への感謝と敬意を込めて前作『Remember Me』の最終曲として織田の制作曲が収録されたと同書では推測した上で、そのタイトルが「See You Again」であることが暗示的であると記している。また同書では前田が全曲の作詞を担当していることから前作ですでに亜蘭は役割を終えていたと指摘、前作において亜蘭が作詞した「HA・DA・KAでいこう」「あとの祭り〜After Carnival〜」「Lonely Revolution」の3曲は前田の強烈なキャラクターを前提にしていたことから、「別の言い方をするなら、前田亘輝が憑依した彼女が書いていたのだ」と記している。そのため最終曲である「See You Again」は織田だけではなく亜蘭に向けても贈られた楽曲ではないかと推測している。
同書では新たなTUBEの幕開けとなった本作において「4人の絆が改めて浮かび上がっている」と指摘した上で、それが作詞を担当した前田の意志であったと推測し、その理由として春畑、角野、松本に贈ったと思われる楽曲が収録されているからであると記している。「心までSunshine」は春畑へのメッセージ、「週末Only You」は松本への手紙のようであると指摘、「Melody（君のために…）」は角野の心情を前田が代弁しているかのようであると記している。また、「Let's Jump」は春畑のメロディーに乗せて前田が自分自身のことを題材とし、「ウワサのCrazy Boys」はメンバー4人のことを指しているのではないかと推測している。同書ではこれらは偶然の産物ではなく、前田が強い意志の下で「TUBEとは何か」を示したのではないかと指摘、さらに「心までSunshine」の歌詞については昔を懐かしむ視点で描かれた具体的なドキュメントであることから「これもキャリアと年齢の成せる技だろう、今までになかった傾向だ」と記している。その他、「Surfer Girl」を含めた4曲で編曲を担当している明石昌夫は後にB'zのライブやレコーディングにおいて活躍することになったため、織田や葉山剛と同様に「TUBEから巣立ったと言っても過言ではない才能だ」と記している。

## リリース、チャート成績
本作は1989年6月21日にCBS・ソニーからLP、CT、CDの3形態でリリースされた。CDの初回限定盤はピクチャー・レーベル仕様になっている。本作の帯に記載されたキャッチフレーズは「また燃える夏がくる。四人で新しいストーリー書き始めよう」であった。先行シングルとして同年6月1日にリリースされた「SUMMER CITY」は富士フイルム「ZOOMカルディア800」のコマーシャルソングとして使用され、収録曲である「週末Only You」が和光証券のコマーシャルソングとして使用された。
本作のLP盤はオリコンアルバムチャートにて最高位第5位の登場週数12回で売り上げ枚数は0.4万枚、CTおよびCDを含めた総合では最高位第6位の登場週数11回で売り上げ枚数は20.0万枚となった。同年7月21日には本作収録曲をすべてオフヴォーカルにしたアルバム『SUMMER CITY KARAOKE TAKE ONE』がリリースされている。本作は1991年7月1日にCD盤が再リリースされた他、1992年12月12日にはMD盤として、2003年7月2日にはCD盤として再々リリースされている。

## ツアー
1989年4月には6月3日および4日の国立代々木競技場2日間連続公演となる「TUBE LIVE AROUND SPECIAL 3=4=5! (SUN=SEA=GO!)」が正式に決定し、タイトルには3人が4人になり5年目を迎えるという意味が込められていた。同公演は角野が復帰する予定になっていたが、当初角野は半信半疑であったという。他のメンバーがすでに先を歩いている感覚に捉われていた角野は不安材料を抱えている状態であったが、「とにかく出るんだからね。出るんだよ、4人で。だからしっかりしろよ!」とメンバーから発破を掛けられたために「俺にはウダウダしている時間なんてない。とにかくやらなきゃしようがないんだ」と自らを鼓舞してライブのリハーサルに臨んでいたという。しかし角野を除くメンバーは1年間で野外ツアーやホール・ツアーを実施しており、技術的にも精神的にも向上していることが分かっていた角野は不安を隠すことが出来ず、また約1年振りにスタジオでメンバーやスタッフと顔を合わせることに複雑な気持ちを抱えていた。スタジオに入るとメンバーもスタッフも1年前と何ら変わらない態度で角野に接しており、実際には問題なくリハーサルは進んでいったという。公演の前日、角野は興奮状態から抜け出せず眠れないまま夜を過ごしており、また前田も同様に眠れないためマネージャーとともに飲酒しながら夜を明かしていた。角野が上手く演奏できるか心配していた前田は居ても立ってもいられなくなり、午前6時頃にマネージャーとともに車で会場に移動した。前田は開場前の国立代々木競技場を眺めていたが、気持ちが落ち着いたことから急な眠気に襲われ、楽屋の長椅子でリハーサルまで数時間の仮眠を取ることになった。公演が開始されると1曲目には当日のために制作された「心までSunshine」が演奏され、緊張していた角野は無我夢中でベースを弾いていたという。角野に対してのファンからの第一声は「お帰りなさい!」であり、激励する手紙などは受け取っていたものの目の前のファンから直接激励された角野は感動し、演奏でその思いに応えながら「聴いてくれる人達がいる限り、俺はここにいたい」と強く思っていたという。
その後TUBEは同年に「TUBE LIVE AROUND SPECIAL'89 SUMMER CARNIVAL」と題したコンサートツアーを、8月5日の仙台パークタウンスポーツガーデン公演から8月27日の横浜スタジアム公演まで4都市全4公演を実施。角野が復帰し4人での再スタートとなったツアーであり、ツアータイトルが示す通り誰もが楽しめる夏祭りをテーマとしていた。8月27日の横浜スタジアム公演では台風17号の接近により天候は大荒れとなり、朝から激しい風雨となったが会場には3万人の聴衆が集まった。夕方には雨があがったためライブは予定通り開始、夏祭りのテーマに沿ってTUBEメンバーはアンコール時に法被姿で登場、前田と松本は和太鼓に挑戦しTUBE特製の神輿も登場した。さらには「東京音頭」（1933年）と「シーズン・イン・ザ・サン」（1986年）を組み合わせた楽曲を使用して会場全体で盆踊り大会も行われ、この催しは翌年の野外公演においてよりスケールアップした形で行われることになった。当日の聴衆はピンクとブルーのTUBE特製カスタネットを持参しており、春畑のソロ曲「Smile On Me」が演奏されると一斉にカスタネットを叩き始め、また「プリンス・カスタネットマン」に扮したコーラス担当の伊藤一義によるパフォーマンスも行われた。同公演の最後に前田は、「ずっとこんな歌が歌いたいと思ってました。そういう曲ができたのでみんなに聴いてもらいたいと思います」とMCを行った後に「Melody（君のために…）」を歌唱した。さらに冬期には「TUBE LIVE AROUND SPECIAL'89 SUMMER CARNIVAL ENCORE 冬でごめんね」と題したコンサートツアーを12月12日の福島県文化センター公演から12月23日の神戸国際会館公演まで6都市全6公演を実施した。冬期の公演は同年が最後となり、本作を通じてオリジナル楽曲の制作には時間を掛ける必要があることを知ったメンバーは、意地で続けていた冬期の活動を行わない決定をした。それまでの1年間でより一層夏が好きになったメンバーは「もう夏だけ、行けるところまで行ったろじゃないかい!」と決意し以後夏期のみの活動にシフトすることになった。

## 収録曲
- CDブックレットに記載されたクレジットを参照[18]。

| 全作詞: 前田亘輝。 |                        |           |           |                |      |
| #                  | タイトル               | 作詞      | 作曲      | 編曲           | 時間 |
| 1.                 | 「Surfer Girl」        | 前田亘輝  | 前田亘輝  | TUBE、明石昌夫 | 4:36 |
| 2.                 | 「Hey! Baby」          | 前田亘輝  | 春畑道哉  | TUBE、明石昌夫 | 3:34 |
| 3.                 | 「Summer City」        | 前田亘輝  | 前田亘輝  | 和泉一弥       | 3:56 |
| 4.                 | 「ウワサのCrazy Boys」 | 前田亘輝  | 春畑道哉  | TUBE           | 3:56 |
| 5.                 | 「心までSunshine」     | 前田亘輝  | 前田亘輝  | TUBE           | 4:33 |
| 合計時間:          | 合計時間:              | 合計時間: | 合計時間: | 20:35          |      |

| #         | タイトル                  | 作詞      | 作曲      | 編曲               | 時間 |
| --------- | ------------------------- | --------- | --------- | ------------------ | ---- |
| 6.        | 「Secret Love」           |           | 春畑道哉  | 春畑道哉、明石昌夫 | 5:10 |
| 7.        | 「Paradise」              |           | 春畑道哉  | 中村哲             | 4:18 |
| 8.        | 「週末Only You」          |           | 松本玲二  | 中村哲             | 3:49 |
| 9.        | 「Let's Jump」            |           | 春畑道哉  | 春畑道哉、明石昌夫 | 4:01 |
| 10.       | 「Melody（君のために…）」 |           | 角野秀行  | TUBE、明石昌夫     | 5:48 |
| 合計時間: | 合計時間:                 | 合計時間: | 合計時間: | 23:06              |      |

## スタッフ・クレジット
- CDブックレットに記載されたクレジットを参照[27]。

### TUBE
- 前田亘輝
- 春畑道哉
- 松本玲二
- 角野秀行

### 参加ミュージシャン
- 吉川忠英 – アコースティック・ギター
- 斎藤ノブ – パーカッション
- 栗林誠一郎 – コーラス

### 録音スタッフ
- TUBE – サウンド・プロデューサー
- 長戸大幸 – プロデューサー
- 小松久 – ディレクター
- 寺尾広 – ディレクター
- 野村昌之 – レコーディング・エンジニア
- いしいひさと – レコーディング・エンジニア
- 井之上達郎 – アシスタント・エンジニア
- 市川孝之 – アシスタント・エンジニア
- バードマン・ミキシング・チーム – アシスタント・エンジニア

### 美術スタッフ
- 仁張明男 – アート・ディレクション、デザイン
- 橋本尚美 – デザイン
- 山内順仁 – 写真撮影
- いいじまりえこ – スタイリスト
- 吉田和則 – ヘアー&メイク
- くぼでらこういち – ブラッシュ・アップ

### その他スタッフ
- Peavey Electronics（英語版） – サンクス
- ヴァレー・アーツ – サンクス
- カシオ計算機 – サンクス
- フェルナンデス – サンクス
- オベーション – サンクス
- プロマーク（英語版） – サンクス
- コルグ – サンクス
- ヤマハR&D – サンクス
- 伊藤一義 – スペシャル・サンクス
- 小野塚晃 – スペシャル・サンクス
- 大堀薫 – スペシャル・サンクス
- 増崎孝司 – スペシャル・サンクス
- 上村寛 – スペシャル・サンクス
- 土居通宏 – スペシャル・サンクス
- 中島正雄 – スペシャル・サンクス
- ヴェロモーダ – スペシャル・サンクス
- エクストラップ – スペシャル・サンクス
- サープラス – スペシャル・サンクス
- 渡部良（ホワイトミュージック） – スペシャル・サンクス
- つだとしただ（ホワイトミュージック） – スペシャル・サンクス
- 橋爪健康 – エグゼクティブ・プロデューサー
- 菅原潤一 – エグゼクティブ・プロデューサー

## チャート、認定
| チャート         | 最高順位 | 登場週数 | 売上数   | 規格       | 出典  |
| ---------------- | -------- | -------- | -------- | ---------- | ----- |
| 日本（オリコン） | 5位      | 12回     | 0.4万枚  | LP         | [ 3 ] |
| 日本（オリコン） | 6位      | 11回     | 20.0万枚 | LP, CT, CD | [ 2 ] |

| 国/地域 | 認定組織         | 日付      | 認定     | 売上数   | 出典  |
| ------- | ---------------- | --------- | -------- | -------- | ----- |
| 日本    | 日本レコード協会 | 1989年7月 | ゴールド | 200,000+ | [ 4 ] |

## リリース日一覧
| No. | リリース日     | レーベル                                     | 規格         | カタログ番号 | 備考                                                             | 出典                 |
| --- | -------------- | -------------------------------------------- | ------------ | ------------ | ---------------------------------------------------------------- | -------------------- |
| 1   | 1989年6月21日  | CBS・ソニー                                  | LP           | 28AH-5258    |                                                                  | [ 2 ] [ 16 ]         |
| 2   | 1989年6月21日  | CBS・ソニー                                  | CT           | 28KH-5258    |                                                                  | [ 2 ] [ 16 ]         |
| 3   | 1989年6月21日  | CBS・ソニー                                  | CD           | 32DH-5258    |                                                                  | [ 2 ]                |
| 4   | 1989年7月21日  | CBS・ソニー                                  | CD           | 15DH-5283    | 『SUMMER CITY KARAOKE TAKE ONE』としてリリース、オフヴォーカル盤 | [ 28 ]               |
| 5   | 1991年7月1日   | ソニー・ミュージックレコーズ                 | CD           | SRCL-2017    |                                                                  | [ 29 ] [ 30 ]        |
| 6   | 1992年12月12日 | ソニー・ミュージックレコーズ                 | MD           | SRYL-7085    |                                                                  | [ 31 ]               |
| 7   | 2003年7月2日   | ソニー・ミュージックアソシエイテッドレコーズ | CD           | AICL-1458    |                                                                  | [ 32 ] [ 33 ] [ 34 ] |
| 8   | 2012年11月7日  | ソニー・ミュージックレーベルズ               | AAC-LC       | -            | デジタル・ダウンロード                                           | [ 35 ]               |
| 9   | 2012年11月7日  | ソニー・ミュージックレーベルズ               | ロスレスFLAC | -            | デジタル・ダウンロード                                           | [ 36 ]               |